# Paradis (dokumentarfilm)
 For alternative betydninger, se Paradis (flertydig). (Se også artikler, som begynder med Paradis)
Paradis er en dansk dokumentarfilm fra 2008 instrueret af Jens Loftager, Erlend E. Mo og Sami Saif.

## Handling
På en rejse igennem tre meget forskellige menneskelige historier møder vi en ung dansk soldat på vej til Irak, en irakisk pige, som har boet i en flygtningelejr i Danmark i seks år og et middelklassepar, som venter deres første barn - og vi oplever, at ikke alle må komme ind i paradis. De tre fortællinger er sammensat til en mosaik af dagens Danmark. Billeder af ensomhed, længsel, angst og kontrol møder os.